# Sabicea becquetii
Sabicea becquetii  (лат.) — вид двудольных растений рода Sabicea семейства Мареновые (Rubiaceae). Впервые описан бельгийским ботаником Николя Алле под таксономическим названием Pseudosabicea becquetii N.Hallébasionym; был перенесён в состав рода Sabicea группой ботаников в 2008 году, вместе с остальными видами упразднённого рода Pseudosabicea.

## Распространение
Эндемик Бурунди. Типовой экземпляр собран в местности Араве (провинция Бурури) на высоте 1600 м.

## Ботаническое описание
Хамефит.
Относится к африканским видам Sabicea, отличающихся плотным (congested) соцветием. По ряду филогенетических признаков близок виду Sabicea xanthotricha.